# Condado de Bulloch
El condado de Bulloch (en inglés: Bulloch County), fundado en 1796, es uno de 159 condados del estado estadounidense de Georgia. En el año 2008, el condado tenía una población de 67 761 habitantes y una densidad poblacional de 32 personas por km². La sede del condado es Statesboro.

## Geografía
Según la Oficina del Censo, el condado tiene un área total de 1754 km² (677,2 mi²), de la cual 1767 km² (682,2 mi²) es tierra y 18 km² (6,9 mi²) (0.98%) es agua.

### Condados adyacentes
- Condado de Screven (norte)
- Condado de Effingham (este)
- Condado de Bryan (sureste)
- Condado de Evans (suroeste)
- Condado de Candler (oeste)
- Condado de Emanuel (noroeste)
- Condado de Jenkins (norte/noroeste)

## Demografía
Según el censo de 2000, había 55 983 personas, 20 743 hogares y 12 342 familias residiendo en la localidad. La densidad de población era de 32 hab./km². Había 22 742 viviendas con una densidad media de 13 viviendas/km². El 68.70% de los habitantes eran blancos, el 28.76% afroamericanos, el 0.13% amerindios, el 0.82% asiáticos, el 0.03% isleños del Pacífico, el 0.80% de otras razas y el 0.76% pertenecía a dos o más razas. El 1.88% de la población eran hispanos o latinos de cualquier raza.
Los ingresos medios por hogar en la localidad eran de $29 499, y los ingresos medios por familia eran $42 199. Los hombres tenían unos ingresos medios de $30 899 frente a los $22 479 para las mujeres. La renta per cápita para el condado era de $16 080. Alrededor del 24.50% de la población estaban por debajo del umbral de pobreza.

## Localidades
- Statesboro
- Brooklet
- Portal
- Register
- Adabelle, Georgia
- Denmark, Georgia
- Hopeulikit
- Leefield, Georgia
- Nevils, Georgia
- Stillson, Georgia
- Stillmore, Georgia